# جیانگ شین
جیانگ شین (چینی ساده: 蒋欣؛ زادهٔ ۸ مه ۱۹۸۳) همچنین با نام انگلیسی‌اش رولو جیانگ (انگلیسی: Rulu Jiang) نیز شناخته می‌شود، بازیگر اهل چین است. جیانگ در سال ۲۰۱۷ در فهرست ۱۰۰ سلبریتی چینی فوربز در جایگاه ۵۶ قرار گرفت.

## فیلم‌شناسی

### فیلم
| سال  | عنوان     | عنوان چینی | نقش             | توضیحات      |
| ---- | --------- | ---------- | --------------- | ------------ |
| ۲۰۱۷ | سوپر معلم | 麻辣学院   | سوپراستار جیانگ |              |
| ۲۰۱۸ | خانم پاف  | 泡芙小姐   |                 | حضور افتخاری |